# Gabriel-Barthélemy de Magneval
Gabriel-Barthélemy de Magneval (21 août 1751, Lyon - 14 novembre 1821, Paris), est un homme politique français.

## Biographie

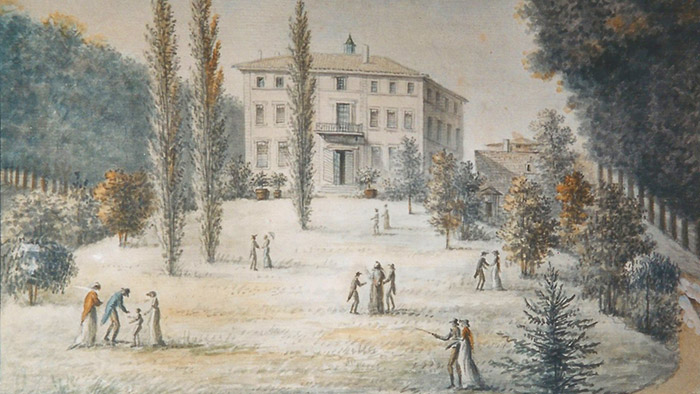
Maison Magneval, Écully.

Propriétaire et conseiller municipal de Lyon et ardent royaliste, il fut élu député ultraroyaliste du grand collège du Rhône le 22 août 1815. Il fit partie de la majorité de la Chambre introuvable.
Réélu, le 4 octobre 1816, Magneval prit place au côté droit, avec lequel il vota constamment, et fut nommé membre de la commission du budget pour le 2e bureau, novembre 1816. Villèle disait de lui : « Homme capable et excellent. » 
Il obtint encore sa réélection le 21 septembre 1817. Quelques membres ayant reproché aux ministres de la Justice et de la Police générale de n'avoir point fait traduire devant les tribunaux les auteurs des troubles de Lyon, Magneval, chargé de présenter le rapport sur la « conspiration », s'exprima ainsi : « Il a existé une conspiration contre le gouvernement, une conspiration très étendue dans le département du Rhône ; Lyon en a été le foyer, et le département le théâtre ; nier ce fait, ce serait nier l'évidence ; chercher à en établir la preuve devant vous, serait méconnaître votre sagacité et vos lumières. Les magistrats, par leur vigilance et leur fermeté, ont déjoué cette conspiration; je déclare qu'ils ont des droits à la reconnaissance publique. Je l'appelle, cette reconnaissance, sur le chef militaire digne de la confiance du roi, qui a fait triompher ses armes avec autant de modestie que de bonheur ; je l'appelle sur le premier magistrat du département, qui sait unir ce calme et cette modération étrangers aux passions, à cette énergie, à cette fermeté nécessaire dans les moments de danger; je l'appellerai sur ce magistrat citoyen à qui on a reproché d'avoir manqué de précautions lorsqu'il a fait porter les forces militaires sur les différents points où la cérémonie du jour devait attirer le plus d'affluence; lorsque informé que des assassins nombreux devaient attenter à ses jours, il assure d'abord la vie de ses citoyens, reste isolé, et n'oppose aux méchants que l'intrépidité de l'homme de bien... ». Magneval s'efforça ensuite de réfuter les appréciations émises sur les arrêts de la cour prévôtale de Lyon par le colonel Fabvier et conclut en ces termes : « L'intégrité des magistrats, indignement attaquée, trouvera des garants et des vengeurs. » 
Lors de la discussion du budget, il adopta l'avis de la commission qui proposait une réduction de 2 881 700 francs. Il observa qu'il fallait faire abstraction du montant de la dette qui flottait à l'époque du mois de janvier 1819 ; « contractée pendant le cours de l'exercice 1818, le budget de cette année, dit-il, lui a déjà assigné les fonds qui feront face aux intérêts qu'elle peut réclamer, et le tableau, qui s'élève à 175,674,213 fr. 36 cent., nous apprend quelle somme nous avions à rembourser, mais ne nous fournit pas d'éléments pour le calcul que nous avons à faire en ce moment ». Magneval expliqua l'origine et l'accroissement de la dette flottante, legs de « l'usurpation », et présenta pour l'avenir un tableau plus consolant.
À sa mort en 1821, il est enterré au cimetière du Père-Lachaise. Sa concession fait l'objet d'une reprise administrative en 1967 et ses restes sont déposés à l'ossuaire du cimetière.
Il est le père de Gabriel de Magneval, bâtonnier de Lyon et artiste-peintre, et le beau-père de Jacques-Henri Salavy, président de la Chambre de commerce et d'industrie Marseille-Provence et conseiller général des Bouches-du-Rhône (fils de Jean-Honoré Salavy). Il est le grand-père d'Emmanuel de Fonscolombe.
La rue Magneval, dans le 1er arrondissement de Lyon, porte son nom.